# Mathias Hansen
Mathias Hansen (23. února 1823, Moss - 22. června 1905 Stockholm) byl první švédský dvorní fotograf narozený v Norsku. Kolem roku 1860 měl své fotografické studio ve Stockholmu, na Regeringsgatanu čp. 28. V roce 1869 se přestěhoval na Regeringsgatan čp. 11, v šedesátých letech měl také provozovnu na Drottninggatan čp. 5.

## Galerie

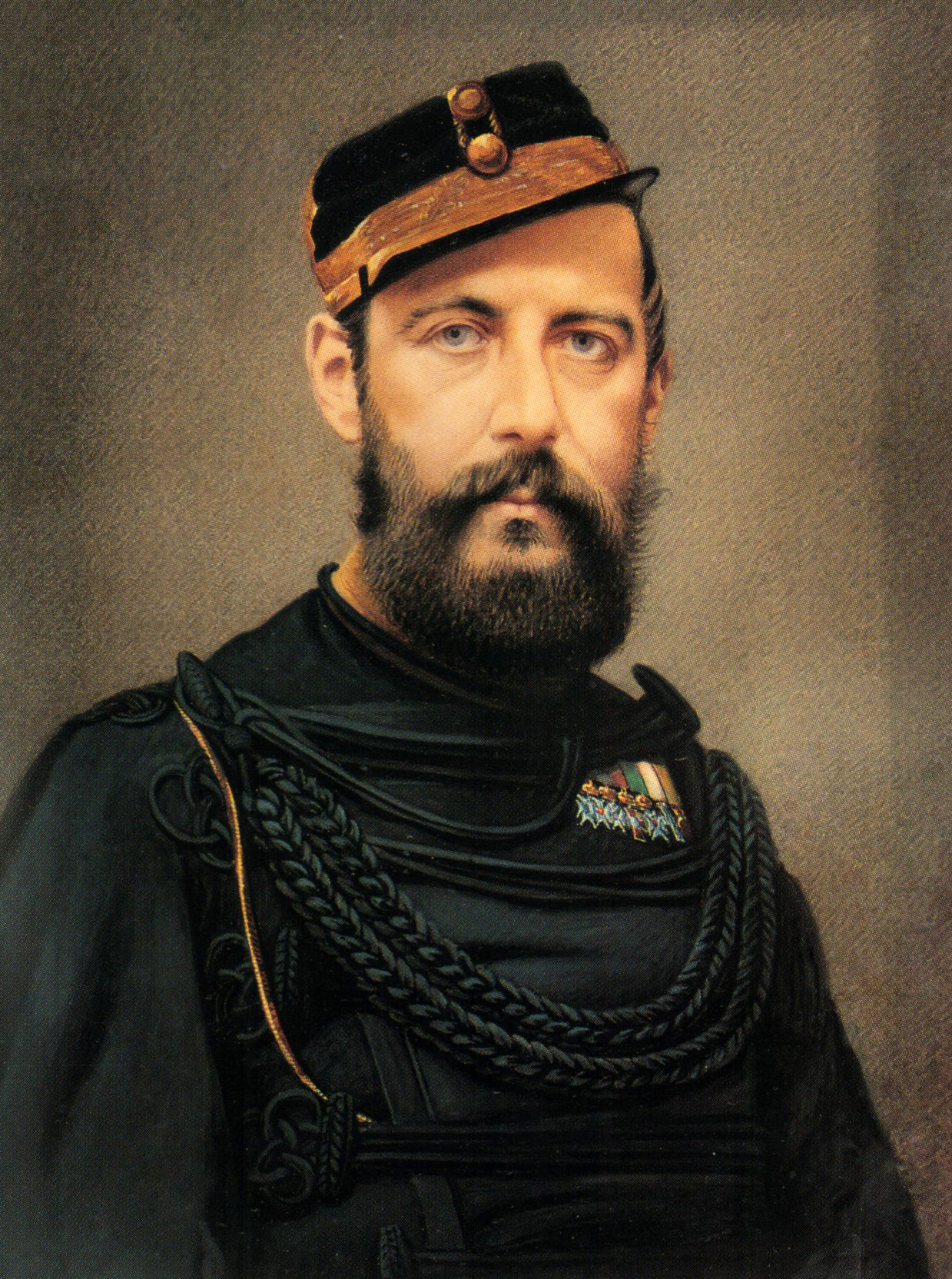
Mathias Hansen: Karel XV.
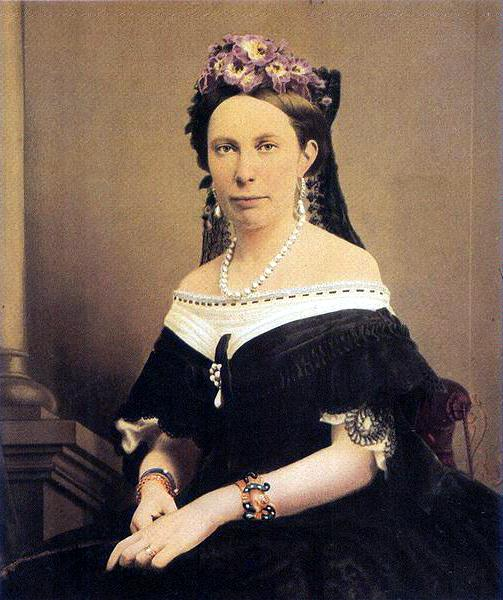
Vilhelmina Fredrika Alexandra Anne Lovisa, švédská královna, asi 1865
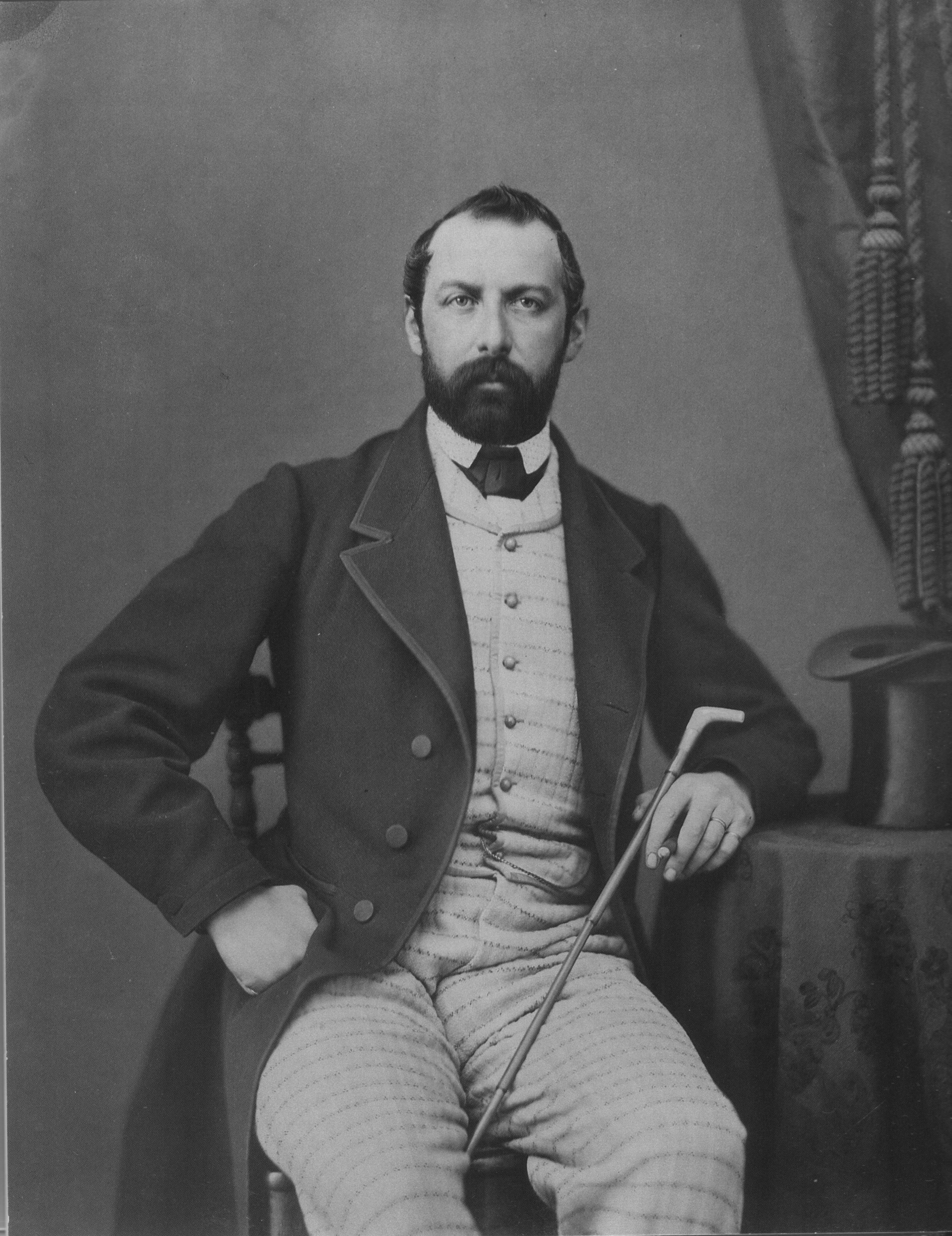
Karel XV., 1865